# هجرس مونا
هجرس مونا (الاسم العلمي:Cercopithecus mona) (بالإنجليزية: Mona Monkey)‏ هو نوع من الحيوانات يتبع جنس الهجرس من فصيلة سعادين العالم القديم.